# やくよけ風鈴市音頭
川崎大師やくよけ風鈴市音頭（やくよけふうりんいちおんど）は、平間寺（川崎大師）の風鈴市にて行われる踊り練り込みで使用される楽曲2曲（他に「川崎大師風鈴市祝い唄」）のうちの1曲。
歌 - 島倉千代子
作詞 - 金剛山人
作曲 - アントニオ古賀
振付-花柳衛樹
お披露目イベント出演-壽大地